# 올로프 툰베리
프리츠올로프 툰베리(스웨덴어: Fritz-Olof Thunberg, 1925년 5월 21일 ~ 2020년 2월 24일)는 스웨덴의 배우이다. 환경운동가인 그레타 툰베리의 할아버지이기도 하다.